# 伯靈頓鎮區 (明尼蘇達州貝克縣)
伯靈頓鎮區（英語：Burlington Township）是位於美國明尼蘇達州貝克縣的一個行政鎮區。

## 地方資料
伯靈頓鎮區的面積為91.60平方千米，當中陸地面積為86.10平方千米，而水域面積為5.50平方千米。根據2020年美國人口普查的數據，當地共有人口1657人，而人口密度為每平方千米18.09人。